# Tres impromptus (Gerhard)
Els Tres impromptus és una obra de Robert Gerhard formada per un conjunt de peces breus per a piano (1. Giochevole, 2. Teneramente, 3. Impetuoso, amb fierezza) i composta en 1950 durant l'exili de Gerhard a Cambridge, Regne Unit. L'obra està dedicada als comtes de Harewood i va ser estrenada en 1955 a Londres, Regne Unit, per Albert Ferber. A Espanya, l'estrena va tenir lloc a Barcelona, el mes d'abril de 1957, interpretada per Jaume Padrós.

## Context creatiu
Tota la literatura disponible sobre la trajectòria vital i compositiva de Robert Gerhard coincideix que l'entrada de la dècada dels 50 està acompanyada d'una intensa reflexió teòrica, que deriva en un canvi de rumb en la seva estètica musical. D'aquesta manera, duu a terme un replantejament de la seva postura pel que fa al dodecafonisme de Schönberg i al serialisme integral que es comença a estendre entre els compositors d'avantguarda de l'època, després d'una dècada en la qual domina el caràcter hispànic en totes les seves obres. Això dona lloc a la concepció d'un nou sistema compositiu personal, denominat pel mateix Gerhard com a camp serial total en 1956, amb unes característiques que sintetitza Joaquim Homs:
1. Segmentació de la sèrie de dotze tons en grups de tres o quatre notes i l'ús de permutacions entre els tons que componen cada grup.
2. Reintegrar el concepte d'escala en l'ordre serial; escala composta per les notes de cada hexacorde disposades en les posicions més properes.
3. No utilitzar les sèries en funcions temàtiques, sinó com a codi combinatori.

Aquest nou mètode està enormement influenciat pel coneixement adquirit en altres disciplines com la filosofia i la ciència, com són els principis de la física quàntica, els últims avanços en biologia o la reflexió coetània sobre les nocions de llibertat i individu, a través de la lectura d'autors com Paul Valéry o Whitehead, entre d'altres. A més, cal destacar que en la seva exposició teòrica del sistema es distància de l'"aberració academicista" del nou serialisme integral i apel·la a la necessitat d'una creació "imaginativa" per part del compositor, si ben el seu propi mètode està ple de normes i restriccions, que ell considera que són el sistema de referència necessari per inscriure i delimitar la creació musical.
No obstant això, tot aquest procés té lloc al llarg de gairebé tota la dècada dels 50 i es va materialitzant progressivament en la producció artística d'aquests anys, per la qual cosa els Tres impromptus mostren únicament els primers passos del que després es convertiria en tot un sistema complet de pensament estètic i creatiu, servint de transició entre 2 etapes molt diferenciades de la seva trajectòria compositiva.

## Característiques musicals
Si bé cadascuna de les 3 peces que componen el cicle té les seves particularitats, totes comparteixen un denominador comú, que consisteix en la utilització de melodies populars espanyoles i catalanes conjugada amb l'aplicació lliure dels principis dodecafònics, la qual cosa establirà les bases de l'encara primigeni camp serial total. A més, un altre aspecte que proporciona unitat al cicle és l'estructura dels tempi (ràpid-lent-ràpid), un aspecte heretat del passat que concorda amb l'origen vuitcentista del títol, que remet a una forma musical que en aquest cas solament serveix d'inspiració espiritual i no com a model formal directe, igual que en el Concert per a piano i cordes compost l'any següent (1951).
Dins d'aquest context, els principis compositius serials del cicle s'articulen d'acord amb una sèrie de proporcions obtingudes a partir dels dos hexacords (cadascun d'ells relacionat amb una mà en concret) en els quals el compositor divideix la sèrie de 12 tons empleada en les 3 peces, de manera que aquestes xifres obtingudes després determinen qüestions lligades a altres paràmetres musicals, com la mètrica, l'estructura, el nombre de compassos o les durades. A més, d'acord amb la filosofia de Robert Gerhard, la part matemàtica està sempre al servei de la creativitat, la qual cosa deriva que els resultats dels càlculs després s'apliquin lliurement, sotmetent-los als canvis que siguin necessaris (ex. arrodoniments, suma de dos resultats independents...) amb la finalitat que s'ajustin millor als procediments purament musicals que l'autor vol dur a terme.
Finalment, com a curiositat cal afegir que hi ha testimoniatges que apunten al fet que cadascun dels Tres impromptus és un retrat del caràcter d'una persona, concretament el Comte i la Comtessa de Harewood i un futur tercer membre de la família, associat a la nana central del cicle.

### 1.Giochevole
Segons Joaquim Homs, aquesta peça i la següent són les que mantenen encara un marcat caràcter ètnic que enllaça la música de Gerhard de la dècada anterior amb la llibertat en el llenguatge de l'última. En aquest cas, el substrat és totalment andalús, de manera que l'escriptura del piano remet constantment a la guitarra i els seus rasgueos, així com al patró harmònic més característic d'aquesta música (la cadència frigia andalusa), tot això immers en un context dodecafònic. No obstant això, en l'àmbit melòdic no hi ha un consens clar sobre quina és exactament la cançó popular de partida, a causa de les transformacions que sofreix el material durant el seu tractament serial previ a l'aplicació en l'obra. Es parla que podria ser un fandanguillo o, en canvi, un polo serialitzat, presentat en l'inici de la peça i identificat com El contrabandista, seguit a continuació per una altra cançó anomenada Els pelegrinitos.

### 2.Teneramente
Aquest fragment central més lent està basat en una cançó de bressol recollida per Joan Amades a la província de Tarragona (lloc de naixement del compositor) i inclosa en el seu cancioner Folklore de Catalunya. Igual que en el cas anterior, aquesta melodia passa el filtre de la sèrie dodecafònica i solament és perceptible en determinats fragments, si bé es conserva l'ambient general de la nana en tot moment. Aquest ús temàtic de la textura musical, sent aquest aspecte el portador de la informació més recognoscible auditivament, també és una característica comuna amb el primer fragment, on també les al·lusions a altres músiques es produeixen fonamentalment a través d'aquest paràmetre.

### 3.Impetuoso, con fierezza
Per finalitzar el cicle, aquesta última peça de caràcter molt viu i rítmic plasma les tècniques serials desenvolupades per Gerhard d'una forma més propera al futur camp serial total. D'aquesta manera, el material melòdic neix íntegrament de la sèrie que comparteixen els Tres impromptus a diferència dels 2 casos anteriors, utilitzant transposicions de la sèrie - també regides per les proporcions ja comentades - per primera vegada en l'obra. A més, una altra novetat destacable és l'ampliació del tractament serial al paràmetre de la mètrica, de manera que els canvis de compàs que tenen lloc estan també determinats d'aquesta forma. Finalment, és important assenyalar que una vegada més té lloc un canvi textural important, però ara lliure de qualsevol connotació estilística i que posa de manifest el naixement d'una nova estètica serial gerhardiana, la qual serà profundament desenvolupada en les seves següents composicions sense perdre gens del contingut subjectiu de la imaginació ni de la llibertat creativa que sempre ha defensat.

## Discografia
Atès que aquesta música no s'ha popularitzat i tampoc resulta senzill trobar la forma d'aproximar-se a ella, a continuació s'inclou la informació bàsica sobre el conjunt d'enregistraments discogràfics que s'han fet dels Tres impromptus de moment:
1. Ahmc PDI 801069: Antoni Besses
2. Largo 5119: Andrew Ball
3. Marco Polo 8 223867: Jordi Masó
4. Largo 5134: John Snijders
5. A. Moraleda 12941: Jordi Camell
6. Stradivarius 33404: Barcelona 216